# Baggs
Baggs é uma cidade  localizada no estado norte-americano de Wyoming, no Condado de Carbon.

## Demografia
Segundo o censo norte-americano de 2000, a sua população era de 348 habitantes.
Em 2006, foi estimada uma população de 367, um aumento de 19 (5.5%).

## Geografia
De acordo com o United States Census Bureau tem uma área de
1,3 km², dos quais 1,3 km² cobertos por terra e 0,0 km² cobertos por água. Baggs localiza-se a aproximadamente 1904 m acima do nível do mar.

## Localidades na vizinhança
O diagrama seguinte representa as localidades num raio de 96 km ao redor de Baggs.